# ماريان أغيليرا
ماريان أغيليرا بيريز (بالإسبانية: Marián Aguilera)‏ ممثلة في السينما والتلفزيون الإسباني ولدت في (12 مارس 1977) في برشلونة بإسبانيا.

## اعمالها
| السنة | الفيلم/المسلسل                                     |
| ----- | -------------------------------------------------- |
| 2011  | El Último Fin de Semana                            |
| 2010  | Lo Más Importante de la Vida es no Haber Muerto    |
| 2008  | Un Poco de Chocolate / Un Tranvía en SP            |
| 2007  | El Prado de las Estrellas                          |
| 2007  | Marqués Mendigo (TV)                               |
| 2004  | Las Huellas que Devuelve el Mar / Huellas Perdidas |
| 2004  | طنجة                                               |
| 2004  | Seres Queridos / Only Human                        |
| 2003  | El Misterio de Wells / The Reckoning               |
| 2003  | Instinto-demium (TV)                               |
| 2002 ‏ | No Debes estar Aquí                                |
| 2001 ‏ | Morality Play                                      |
| 2001 ‏ | Honolulu Baby                                      |
| 2001 ‏ | Tuno Negro                                         |
| 2000 ‏ | Besos de tinta                                     |
| 1999 ‏ | La Ciudad de los Prodigios                         |
| 1997 ‏ | تيك تاك                                            |
| 1994 ‏ | Quin Curs el Meu Tercer! (TV)                      |
| 1991 ‏ | El Largo Invierno                                  |

## وصلات خارجية
- ماريان أغيليرا على موقع IMDb (الإنجليزية)
- ماريان أغيليرا على موقع ألو سيني (الفرنسية)
- ماريان أغيليرا على موقع أول موفي (الإنجليزية)
- ماريان أغيليرا على موقع قاعدة بيانات الفيلم (الإنجليزية)
- ماريان أغيليرا على موقع كينوبويسك (الروسية)